# بخش ماندسور
بخش ماندسور (به انگلیسی: Mandsaur district) یک منطقهٔ مسکونی در هند است که در Ujjain division واقع شده‌است. بخش ماندسور ۹٬۷۹۱ کیلومتر مربع مساحت و ۱٬۳۴۰٬۴۱۱ نفر جمعیت دارد.